# 오달리스크 (그림)
《오달리스크》(스페인어: La odalisca, 영어: The Odalisque)는 스페인의 화가 마리아노 포르투니가 1861년에 그린 유화로 바르셀로나의 카탈루냐 미술관에 소장되어 있다.
이 그림은 알몸의 오달리스크(또는 첩)가 바을라마로 보이는 악기를 들고 있는 튀르키예 남자 앞에 누워 있는 모습을 묘사했다.

## 참고 문헌
- Doñate, Mercè; Mendoza, Cristina; Quílez, Francesc Maria: Fortuny. MNAC. 2004. ISBN 84-8043-129-6ISBN